# 166
Римська імперія •  Парфянське царство •  Кушанське царство •  Східна Хань •  Сармати

## Геополітична ситуація
У Римській імперії шостий рік правлять  співімператори Луцій Вер (до 169) та Марк Аврелій (до 180). Імперія  займає Апеннінський, Піренейський та Балканський півострови, Галлію, частину Британії, Близький Схід, Північну Африку включно з Єгиптом. В імперії лютує чума Антоніна. Під тиском готів на кордони імперії насуваються германські племена.
Наймогутніша держава центральної Азії — Парфянське царство. Наймогутніша держава Індостану — Кушанське царство. Династія Хань править у Китаї.  Корейський півострів ділять між собою Три корейські держави.
Триває докласичний період цивілізації мая.
На території майбутньої України, в степах Причорномор'я, кочують сармати, північніше — племена Черняхівської культури.

## Події

### Римська імперія
- Розпочався конфлікт Риму з маркоманами на Дунаї.
- Лангобарди увірвалися в Паннонію, але римська армія їх швидко зупинила.
- Імператор Марк Аврелій призначив синів цезарями й разом із Луцієм Вером виїхав на війну з германцями.
- Закінчилася війна Риму з парфянами. Парфяни залишили Вірменію й Месопотамію, які стали римськими протекторатами.

### Релігія
- Після смерті Анікета Папою Римським став Сотер.
- Візантійським єпископом став Аліпій.

### Азія
- Римське посольство прибуло до династії Східна Хань.
- У Китаї відбувся перший етап репресій проти чиновників-конфуціанців, яких євнухи називали «партизанами».
- Правителем держави Пекче (однієї з трьох корейських держав) став Чхого.

## Померли
- Лаврентій — візантійський єпископ